# Токијско небеско дрво
Нови телевизијски торањ који је понео име Небеско дрво (東京スカイツリー Tōkyō Sukai Tsurī), висок је 634 m и тежак 41.000 тона. У јапанској престоници Токију отварио се 22. маја, и он тренутно представља највишу грађевину на свету у којој није предвиђено становање или дужи боравак. Уложено је 40 милијарди јена (¥) у његову изградњу.
Овај нови симбол Токија, изграђен у делу града који је познат по старим храмовима, пијацама и дворани за сумо рвање, замишљен је као спој традиционалног и модерног и представљаће магнет за домаће и стране туристе захваљујући двема платформама намењеним за посматрање града које се налазе на 350, односно 450 m висине.
Ова два видиковца могу да одједном приме укупно 2.900 посетилаца, што није максимални капацитет, већ број који омогућава нормалан проток и безбедност људи.
Небеско дрво ће одменити у Јапану популарни али донекле контроверзни Токијски торањ као највећи симбол јапанске престонице.
Триста тридесет два метра високи Токијски торањ изграђен је половином педесетих година прошлог века као копија Ајфеловог торња и офарбан у белу и наранџасту боју како би се обезбедила безбедност ваздушног саобраћаја над њим.
Мада је због свог видиковца и забавних садржаја врло прихваћен међу младим Јапанцима, Токијски торањ услед недостатка оригиналности не ужива толику популарност међу страним туристима.